# Simon Rauscher
Simon Jonas Rauscher (* 18. September 2002) ist ein deutscher Fußballspieler.

## Karriere
Rauscher begann seine Karriere beim FV Ravensburg. Zur Saison 2017/18 wechselte er in die Jugend des SC Freiburg. Bei den Freiburgern spielte er zwei Saisonen lang, ehe er zur Saison 2019/20 nach Österreich zu den drittklassigen Amateuren des SC Austria Lustenau wechselte. Im Juli 2019 debütierte er gegen den FC Wolfurt für Lustenau II in der Eliteliga Vorarlberg. Bis zum Abbruch der Eliteliga-Saison kam er zu acht Einsätzen für die Amateure.
Im Juli 2020 debütierte er bei seinem Kaderdebüt für die Profis in der 2. Liga, als er am 28. Spieltag der Saison 2019/20 gegen die Kapfenberger SV in der 87. Minute für Michael Lageder eingewechselt wurde. Dies blieb sein einziger Zweitligaeinsatz für die Vorarlberger. In der Saison 2020/21 kam er ausschließlich für die Amateure zum Zug, für die er dreimal spielte.
Zur Saison 2021/22 kehrte Rauscher nach Deutschland zurück und schloss sich dem sechstklassigen VfB Friedrichshafen an.